# Živojin Pavlović
za istoimenskega filmskega režiserja glej Živojin Pavlović (režiser)
Živojin Pavlović, srbski general, * 28. februar 1887, † 12. april 1963.

## Življenjepis
Po prvi svetovni vojni se je posvetil poučevanju artilerijskega bojevanja.